# Хакодатэ (префектура)
Префектура Хакодатэ (яп. 函館県 Хакодатэ-кэн) — упразднённая префектура, располагавшаяся на острове Хоккайдо с 1882 по 1886 год. Административный центр префектуры — город Хакодатэ.

## История
В 1882 году по завершении десятилетнего план Комиссии по развитию Хоккайдо были образованы три префектуры Нэмуро, Саппоро и Хакодатэ. В отличие от других префектур за пределами Хоккайдо, ассамблеи префектур и уездные администрации не были официально созданы в этих трёх префектурах из-за удобства продолжения выполнения обязанностей Комиссии и низкой плотности населения.
Единственным губернатором префектуры был Токито Тамэмото.

## География
Территория префектуры полностью занимала полуостров Осима.

## Административно-территориальное деление
Провинции:
- Осима
- 8 уездов провинции Сирибэси:
  - Кудо
  - Окусири
  - Футору
  - Сэтана
  - Симамаки
  - Сутцу
  - Утасуцу
  - Исоя
- 1 уезд провинции Ибури:
  - Ямакоси